# Palazzo Isnello
Der Palazzo Isnello, auch Palazzo Termine d’Isnello oder Palazzo Sant´Antimo al Cassaro genannt, ist ein Palast des Spätbarock in Palermo.

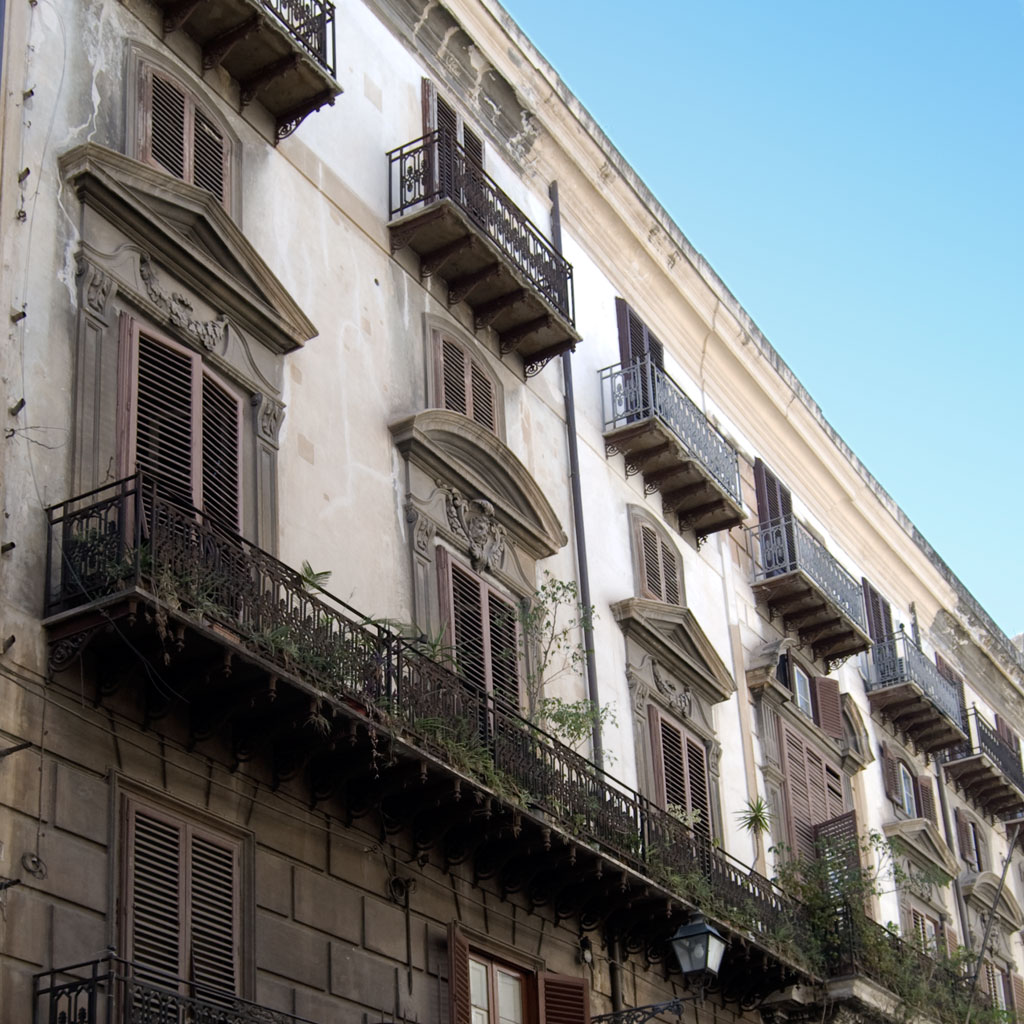
Palazzo Isnello (Palermo)

## Baugeschichte
Im historischen Stadtviertel Kalsa an der Piazza Borsa gelegen, ließ Baron Paolo Ferreri di Pettineo im 16. Jahrhundert den Vorgängerbau des Palazzo errichten. Zwischen 1748 und 1750 wurde das Gebäude im Auftrag des Vincenzo Termine, Graf von Isnello und Prinz von Baucina von einem unbekannten Architekten in seine heutige Gestalt erweitert. Die Fassade zeigt einen deutlichen neoklassizistischen Einfluss, der sich gegen Mitte des 18. Jahrhunderts allmählich auf Sizilien ausbreitet.
Im 19. Jahrhundert lebte im Gebäude der Orientalist und Historiker Michele Amari, der wegen seiner revolutionären Schriften gegen die Bourbonen ins Exil nach Frankreich gezwungen wurde.
Im Verlauf des 19. und frühen 20. Jahrhunderts und insbesondere nach den Kriegsschäden von 1943 und dem schweren Erdbeben vom 7. September 2002 erfuhr der Palast noch verschiedene bauliche Veränderungen.

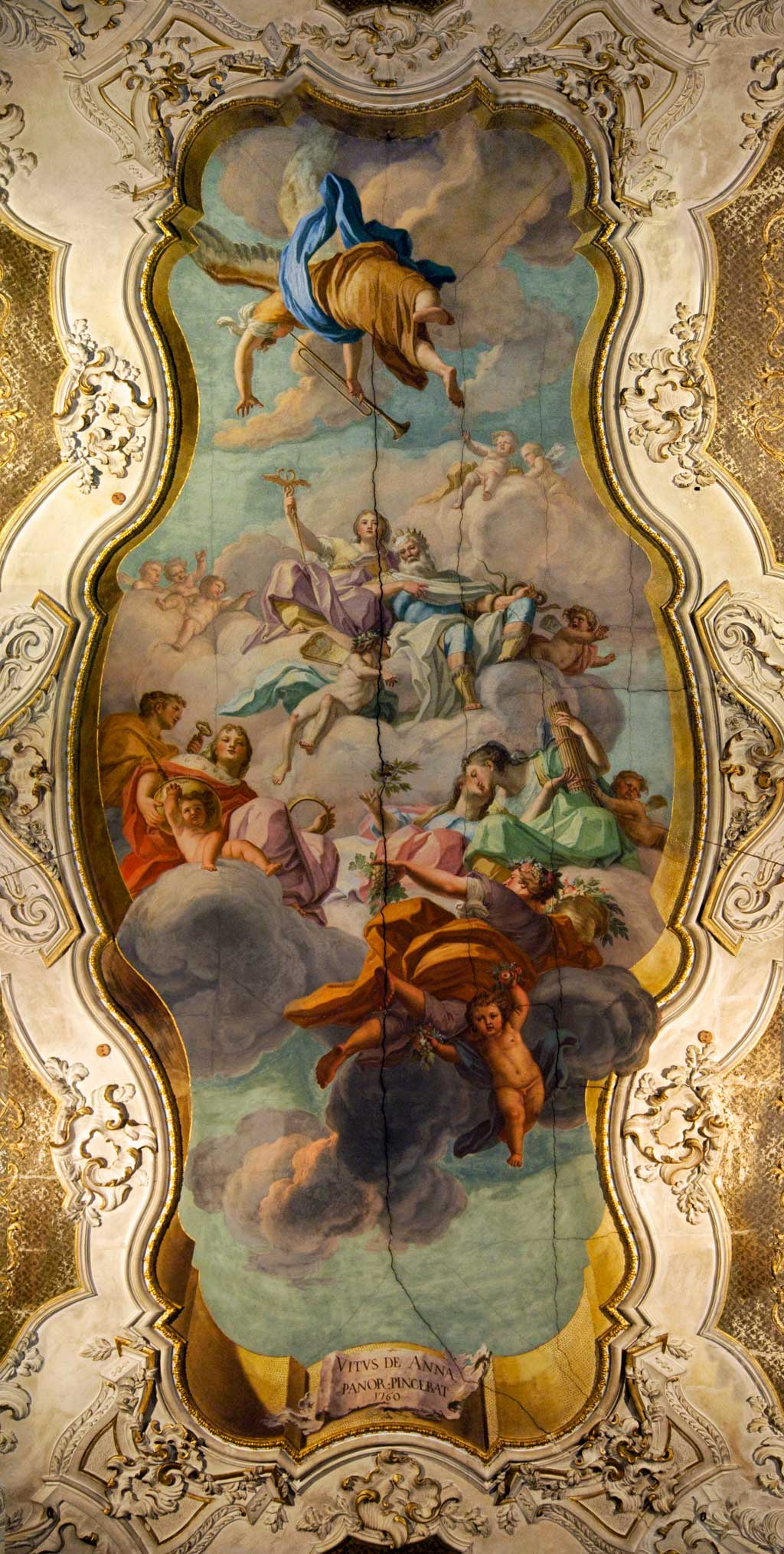
Vito D’Anna: “Apotheose Palermos” im Palazzo Isnello (Palermo)

## Die Dekoration der Innenräume
Die Decken mehrere Räume im Piano nobile wurden nach 1750 mit vergoldetem Stuck und mehrfarbigem Porzellan dekoriert. (1760) wurde Vito D’Anna beauftragt, den Palast mit Fresken zu versehen. Gemeinsam mit seinem Schwager Francesco Sozzi freskierte er mehrere Räume mit unterschiedlichen Dekorationselementen und Figuren. Die Supraporten stammen von unbekannten Malern.
Das bekannteste Fresko des Palastes ist die Apotheose Palermos, ein Meisterwerk des Rokoko auf Sizilien von Vito D’Anna an der Decke des Ballsaals.
Das Gewölbe im Salone delle Quattro Stagioni wurde von Francesco Sozzi mit dem Freskenzyklus Die vier Jahreszeiten dekoriert.